# Mănăstirea Piatra Tăieturii
Mănăstirea Piatra Tăieturii este un așezământ monastic situat la altitudinea de 1700 m pe versantul vestic al Culmii Piatra Tăieturii din Munții Bistriței, aflat în arealul administrativ al comunei Panaci din județul Suceava.
Avertisment: Unele surse situează eronat ansamblul în Munții Călimani.

## Acces
Căi de acces
- Rutier: Din Vatra Dornei spre est pe DN17B, apoi la dreapta spre Panaci pe DJ174 și ulterior stanga pe DC 81B[5];
- Turistic: Sunt mai multe trasee turistice de 1,5- 3 ore din Panaci care duc la schit, toate superbe.

Punctul de intrare pe traseul rutier către Mănăstirea Piatra Tăieturii, îl reprezintă centrul Comunei Panaci - intersecția spre stânga din fața Primăriei, semnalizată cu indicatoare. Prima parte a drumului (circa 2 km) care urmează Valea Chirileni, este betonată și urcă lin printre gospodării. La sfârșitul acestei porțiuni drumul continuă să urce pentru câteva sute de metri pe firul văii, după care urcă abrupt pe versantul din dreapta al sensului de urcare pentru mai bine de un kilometru. Restul traseului urmează în mare parte curba de nivel până sub mănăstire, ultima parte fiind puțin mai solicitantă. Odată ajunși în dreptul mănăstirii, pe partea dreaptă veți întâlni o troiță mare, iar la o sută de metri de aceasta, o intersecție. Pentru o vizită la mănăstire, urmați drumul din dreapta aproximativ 100 m.

## Particularități
Lăcașul aparține de Protopopiatul Câmpulung Moldovenesc, Arhiepiscopia Sucevei și Rădăuților, Mitropolia Moldovei și Bucovinei.
În incinta mănăstirii se află:
- Biserica cu hramul „Nașterea Maicii Domnului“[4]
- Paraclisul cu hramul „Sfântul Prooroc Ilie Tesviteanul“[4]
- Portalul de intrare
- Clopotnița[2]
- Casa de oaspeți cu două niveluri având o capacitate de 50 de locuri[2]
- Peștera „Sfânta Cruce“
- Peștera „Sfântul Antonie cel Mare“[4]
- Corp chilii
- Anexe

Lângă mănăstire este o cruce înaltă. La poarta de jos a mănăstirii este o troiță cu hramul „Sfântul Antonie cel Mare". În curtea mănăstirii este încorporată stânca „Piatra Tăieturii”, de la care vine și numele locului. La baza acestei stânci, unde datorită poziției ei dominatoare a fost în vremea războiului cuib de mitralieră, este peștera care a fost pictată și sfințită tot cu hramul Sfântului Antonie cel Mare
În pădurea de la Piatra Tăieturii a trăit în pustie părintele Cleopa Ilie în cei șase ani de prigoană comunistă, într-o groapă aflată la rădăcina unui brad.

## Istoric
Inițial pe locul actualei mănăstiri a fost un schit cu hramul Nașterea Maicii Domnului. Piatra de temelie a fost pusă în anul 1933 de către preotul Iosif Achirilei, ctitorul acestui așezământ, pe locul proprietății familiei sale. Mormântul său se află astăzi în naosul bisericii mari, acoperit de o lespede de marmură. Schitul a fost sfințit la 8 septembrie 1933, de către mitropolitul Bucovinei, Nectarie Cotlarciuc. Prin Decretul 410/1959 schitul a fost desființat, în anul 1962 fiind chiar demolat.
Începând cu 1 iunie 1990, prin decizia Arhiepiscopiei Sucevei și Rădăuților, s-a reînființat așezământul, primind rang de mănăstire cu hramul „Nașterea Maicii Domnului“. Noua biserică a fost ridicată pe temelia celei vechi.
Paraclisul cu hramul „Sfântul Prooroc Ilie Tesviteanul“ a fost terminat și sfințit la 8 septembrie 1992 de către Arhiepiscopul Pimen al Sucevei și Rădăuților. Doi ani mai târziu, la 11 septembrie 1994, s-a finalizat și pictura executată de Nicolae Gavrilean din Gura Humorului.
Biserica a fost finalizată la 1 iunie 1997 și sfințită de către Pimen, arhiepiscop al Sucevei și Rădăuților și Teodosie Snagoveanul, episcop-vicar al Arhiepiscopiei Bucureștilor. Pictura, finalizată la 23 august 1998 a fost executată de către pictorul Nicolae Gavrilean.
La 1 octombrie 2000 s-au finalizat lucrările de construcție a clopotniței, a unei case de oaspeți cu două niveluri având o capacitate de 50 de locuri, precum și de amenajare a altor două lăcașe de rugăciune din apropiere: Peștera „Sfânta Cruce“ și Peștera „Sfântul Antonie cel Mare“, aceasta din urmă fiind pictată în tempera și resfințită de arhiepiscopul Pimen la 20 iulie 2003.
Stareți
- 1933-1945 preotul Iosif Achirilei.[2][3][4][11]
- 1945-1956 protosinghelul Matei Bordoș, originar din Basarabia.[2][3][4][11]
- 1956-1959 protosinghelul Doroftei Cucoș.[2][3][4]
- 1959-1991 desființat și demolat ulterior[2][3][4][11]
- 1991- 2020 protosinghelul Antonie Brehuescu[2][4]
- 2020- prezent protosinghelul Macarie Olărean

## Oportunități turistice de vecinătate
Locația oferă acces vizual spre Călimani, Rarău, Rodnei, Ceahlău și cei ai Bârgăului.
- Pasul Păltiniș care este cale de acces între Vatra Dornei și Județul Neamț, cu drum pavat cu bârne de lemn.
- Catedrala Munților din Panaci
- Traseul de creastă al Masivului Pietrosul Bistriței cu marcaj Bandă roșie, care urcă la vest de la Pasul Păltiniș și coboară spre est la Cheile Zugreni
- Traseul Panaci-Piatra Tăieturii-Gura Barnarului, cu marcaj Punct albastru
- Izvoarele de apă minerală
- Depozitul fosilifer Glodu
- Arborele Zmeu

## Galerie

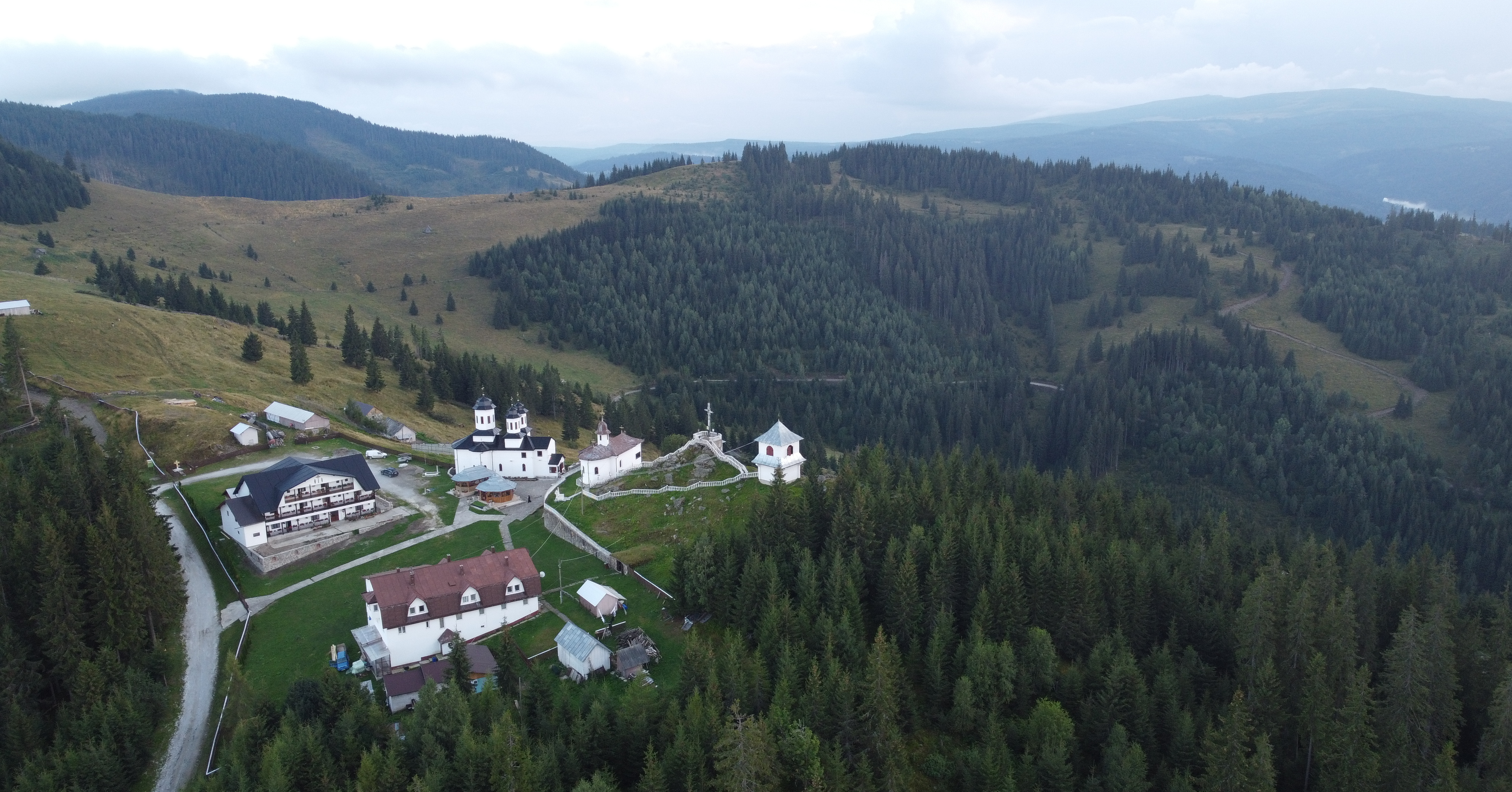
Manastirea Piatra Taieturii
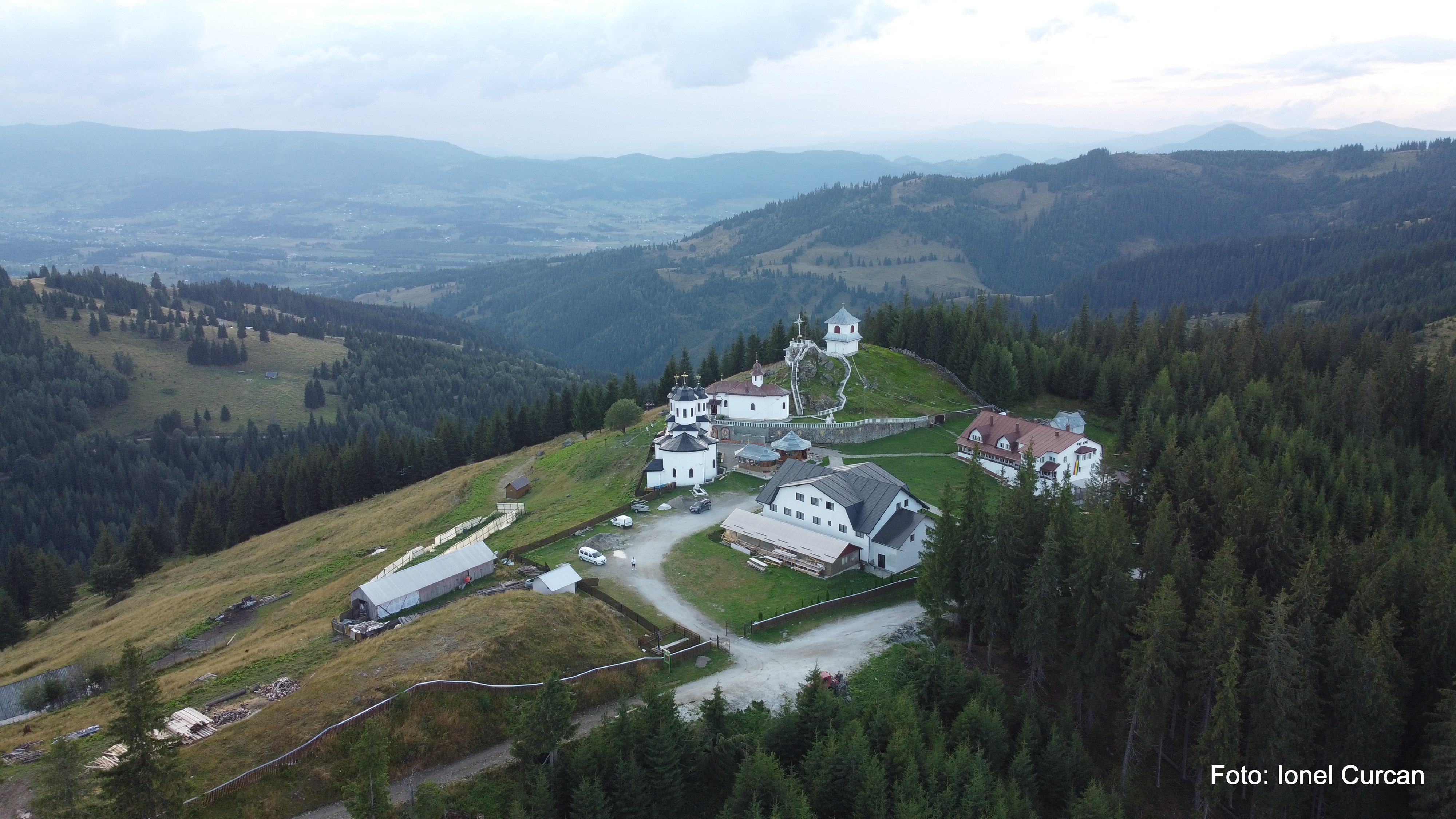
Manastirea Piatra Taieturii
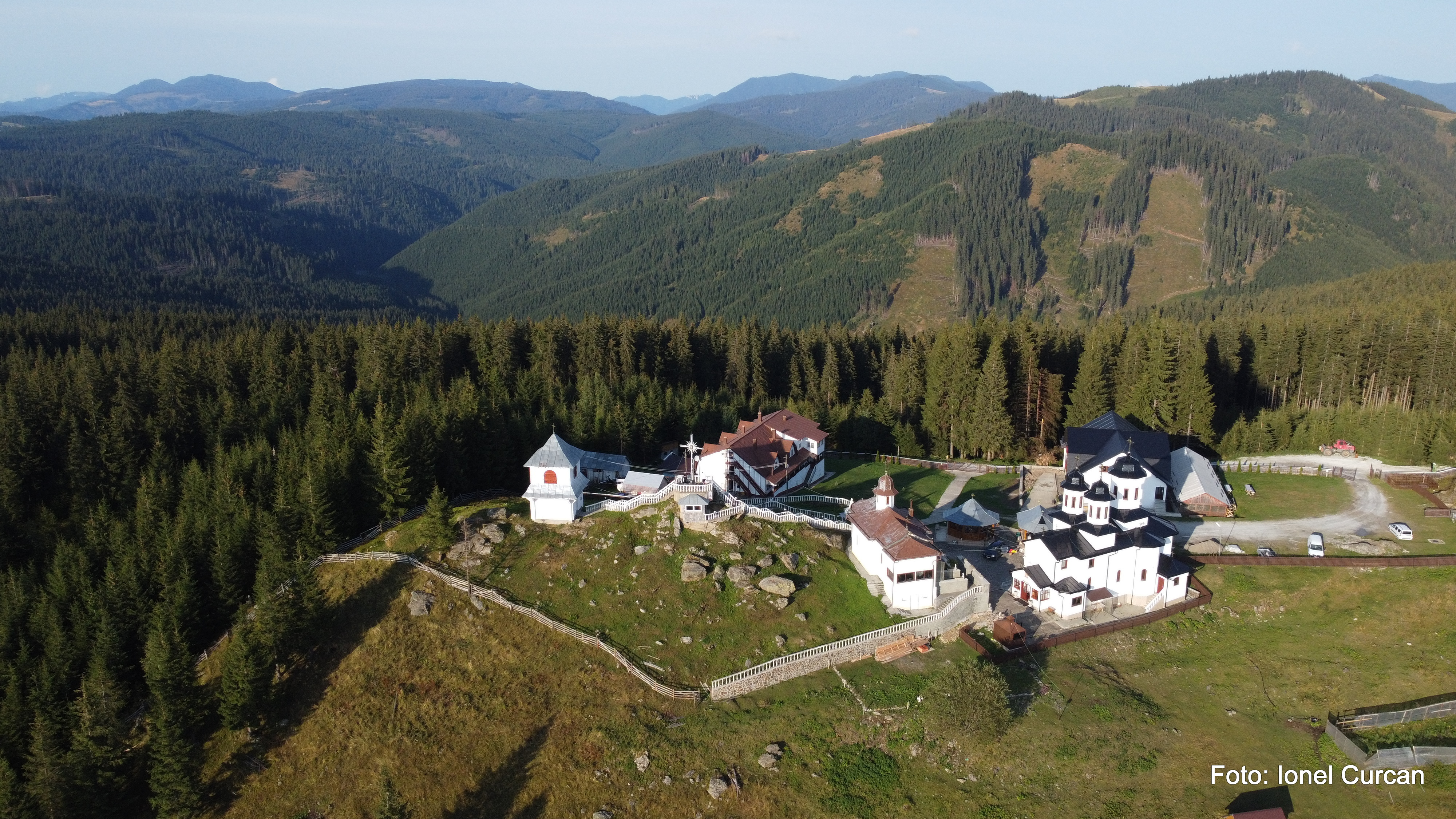
Manastirea Piatra Taieturii
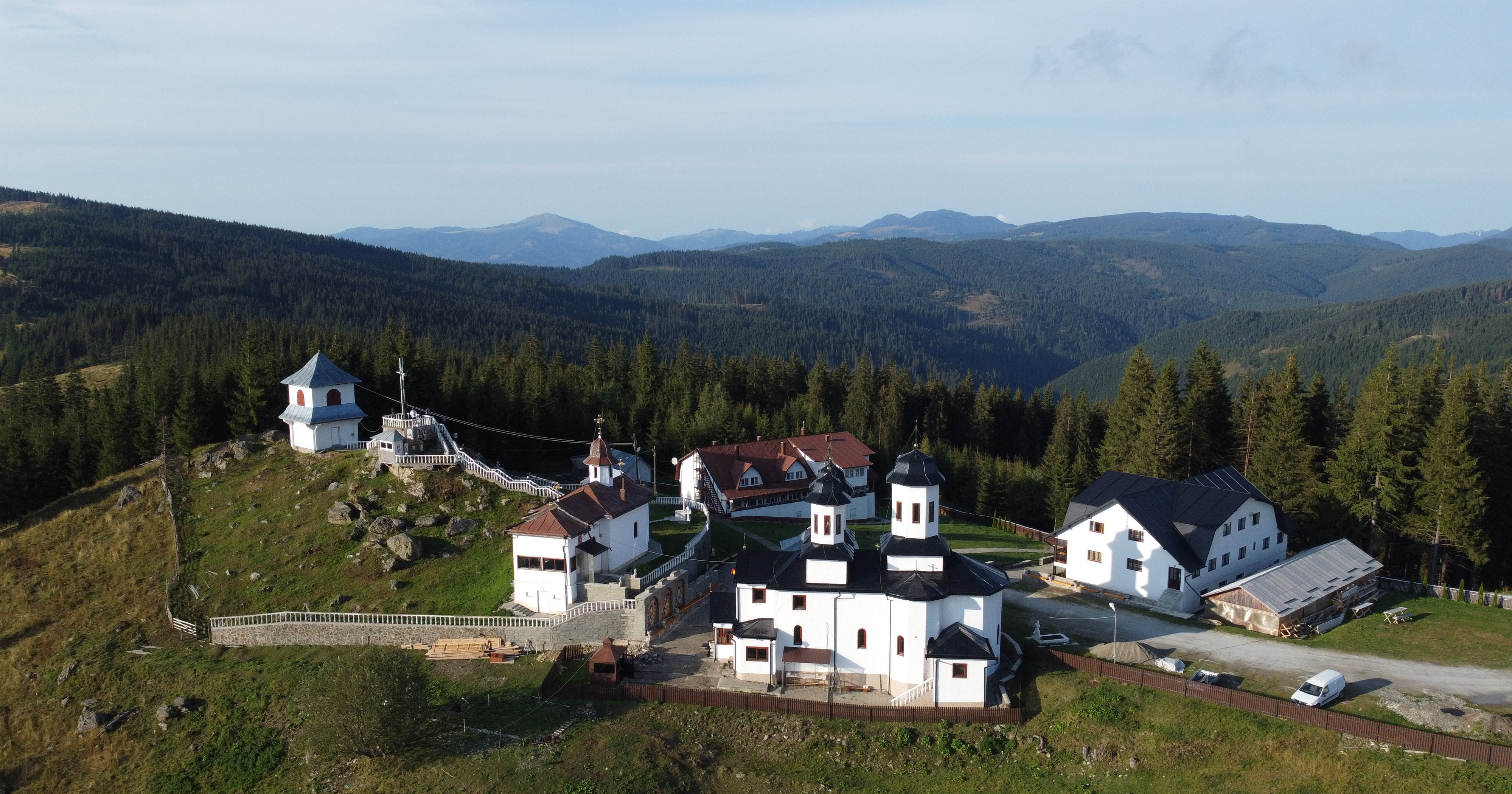
Manastirea Piatra Taieturii